# Christiaan Huygens
Christiaan Huygens (kiejtése hollandul (IPA): [ˈhœy γəns]; angolul: [ˈhaɪg ənz]), latinos névformában Christianus Hugenius (1629. április 14. – 1695. július 8.) holland matematikus, fizikus és csillagász. Hágában született, Constantijn Huygens fiaként. Előbb matematikát tanult a leideni egyetemen, majd két évig jogot tanult a bredai Orange Főiskolán, mielőtt a természettudományok felé fordult volna. A történészek rendszerint összekapcsolják a nevét a tudományos forradalommal.

## Munkássága
Nagy szerepe volt a modern integrál- és differenciálszámítás megteremtésében (bár általában nem kapja meg érte az őt megillető elismerést). Ezenkívül a fénnyel kapcsolatos vitáival szerzett magának nevet, lásd: hullám-részecske kettősség. 1655-ben fedezte fel a Szaturnusz Titan nevű holdját. Tanulmányozta a Szaturnusz gyűrűit, és 1656-ban feltételezte, hogy azok különböző méretű sziklákból állnak. Abban az évben figyelte meg az Orion-ködöt. Modern teleszkópja segítségével sikerült megkülönböztetnie az egyes csillagokat a felhőn belül. (Ennek tiszteletére az Orion-köd fényesebb belső részei a Huygens-régió nevet viselik.) Az ő nevéhez fűződik még számos csillagköd, és néhány kettőscsillag felfedezése is.
Első könyvét Blaise Pascal bátorítására írta meg, a valószínűségszámítás elméletéről. A könyv 1657-ben jelent meg.
Dolgozott tengerészeti navigációhoz szükséges pontos óraművek készítésén is. 1658-ban publikált egy könyvet ebben a témában, Horologium címmel. Nagy áttörésnek számított az időmérés történetében Huygens 1657-ban bejegyeztetett szabadalma, az ingaóra. A gátlóműnek nevezett mechanizmus szabályozza az órák ütemét, és a horgonyos gátlómű nagy előrelépést jelentett a nagy pontosságú órák fejlesztésében. Készített egy mérlegrugós órát is, körülbelül Robert Hooke-kal egy időben, de tőle függetlenül. Ezután évszázadokig vita tárgya volt, hogy melyikük találmánya volt a korábbi. 2006 februárjában egy hampshire-i konyhaszekrényben ráleltek Hooke rég elveszettnek hitt kézzel írt jegyzeteinek másolataira, amelyeket a Royal Society ülésein készített. Úgy tűnik, hogy ezek tanúsága szerint a mérlegrugós vita eldőlt Hooke javára.
A londoni Royal Society tagja 1663-tól. 1666-ban Párizsba költözött, ahol a francia Royal Society tagja lett. Az 1672-ben befejezett párizsi obszervatórium segítségével további csillagászati megfigyeléseket tett.
Sokat elmélkedett a Földön kívüli élet lehetőségeiről (bár nincs tudomásunk róla, hogy rajta kívül hány író foglalkozott a gondolattal, mivel a munkáik jelentős része megsemmisült). A Cosmotheoros című könyvében (amely a későbbiekben a „The celestial worlds discover'd: or, conjectures concerning the inhabitants, plants and productions of the worlds in the planets” címet kapta, az angol fordítása itt) egy élettől hemzsegő univerzumot képzelt el, amelynek a nagy része igen hasonlít a 17. századi földi életre. Hollandia liberális légköre akkoriban nemcsak engedte, hanem bátorította a hasonló feltételezéseket. Ezzel ellentétben Giordano Bruno filozófust (aki szintén hitt abban, hogy számos lakott világ létezik) a katolikus egyház hosszas inkvizíciós eljárás után máglyahalálra ítélte 1600-ban.
1675-ben szabadalmaztatott egy általa készített zsebórát. Feltalálója számos egyéb eszköznek is, például egy oktávonként 31 tónusú billentyűs hangszernek, amelyet az általa felfedezett „31-tet”-es zenei skála szerint készített.
Egy komoly betegség után 1681-ben visszavonult Hágába, ahol 14 évvel később, 1695. július 8-án meghalt.

## Amiket róla neveztek el
- a Huygens- és Huygens–Fresnel-elv
- Huygens-féle akromatikus okulár csillagászati távcsövekhez
- Huygens-hullámocskák, amelyek alapvető jelentőségűek matematikai szempontból a skalár diffrakció elméletében
- a Huygens űrszonda: a Cassini-Huygens küldetés leszállóegysége, amely a Szaturnusz Titán nevű holdján landolt
- a 2801 Huygens aszteroida
- a Huygens-kráter a Marson
- a Huygens-hegy a Holdon
- a Huygens-program, amely mikroszkóppal készült felvételek feldolgozását végzi

## Fordítás
- Ez a szócikk részben vagy egészben  a   Christiaan Huygens című angol Wikipédia-szócikk fordításán alapul.  Az eredeti cikk szerkesztőit annak laptörténete sorolja fel. Ez a jelzés csupán a megfogalmazás eredetét és a szerzői jogokat jelzi, nem szolgál a cikkben szereplő információk forrásmegjelöléseként.